# Amsterdamsche Hockey & Bandy Club
Der Amsterdamsche Hockey & Bandy Club wurde am 28. Januar 1892 gegründet und ist somit der älteste Hockeyclub der Niederlande. Mit seinen 2100 Mitgliedern ist der AH&BC der größte Hockeyverein von Amsterdam und der drittgrößte des Landes. Sowohl das Herrenteam als auch die Damen spielen in der höchsten niederländischen Liga, der Hoofdklasse. In der abgelaufenen Saison mussten sich die Damen in den Endspielen um die nationale Meisterschaft mit 1:2 dem Serienmeister HC ’s-Hertogenbosch geschlagen geben. Kein anderer Hockeyclub in Europa konnte mehr Europapokale gewinnen. Mit 22 Titeln führt hier der AH&BC vor dem Rüsselsheimer RK mit deren 18.
Seit 1999 steht der Verein unter dem Vorsitz des Unternehmers Jons Hensel und wird vom Argentinier Alejandro Verga trainiert. Der Verein verfügt über fünf Kunstrasenspielfelder. Wobei die 1. Mannschaften ihre Meisterschaftsspiele im bekannten Wagener-Stadion ausrichten. Das Gelände des AH&BC befindet sich am Amsterdamse Bos, dem Amsterdamer Stadtwald im Südwesten der Stadt.

## Nationale und internationale Titel
| Europapokalbilanz Herren Feld |                    |        |       |             |
| Jahr                          | Wettbewerb         | Niveau | Platz | Ort         |
| 1976                          | Club Champions Cup | 1      | 6     | Amsterdam   |
| 1990                          | Cup Winners Cup    | 1      | 2     | Barcelona   |
| 1995                          | Club Champions Cup | 1      | 2     | Terrassa    |
| 1996                          | Club Champions Cup | 1      | 2     | Mülheim     |
| 1997                          | Cup Winners Cup    | 1      | 5     | Reading     |
| 1998                          | Club Champions Cup | 1      | 2     | Terrassa    |
| 1999                          | Cup Winners Cup    | 1      | 1     | Amsterdam   |
| 2003                          | Cup Winners Cup    | 1      | 1     | Terrassa    |
| 2004                          | Club Champions Cup | 1      | 3     | Barcelona   |
| 2005                          | Club Champions Cup | 1      | 1     | Amsterdam   |
| 2007                          | Cup Winners Cup    | 1      | 1     | Madrid      |
| 2009                          | Euro Hockey League | 1      | VF    | Hamburg     |
| 2010                          | Euro Hockey League | 1      | 3     | Amsterdam   |
| 2012                          | Euro Hockey League | 1      | 2     | Amsterdam   |
| 2013                          | Euro Hockey League | 1      | 3     | Bloemendaal |
| 2016                          | Euro Hockey League | 1      | 2     | Barcelona   |
| 2017                          | Euro Hockey League | 1      | AF    | Eindhoven   |
| 2019                          | Euro Hockey League | 1      | VF    | Eindhoven   |

Herren:
- Niederländischer Feldhockeymeister: 1925, 1926, 1927, 1928, 1929, 1932, 1933, 1934, 1937, 1962, 1964, 1965, 1966, 1975, 1994, 1995, 1997, 2003, 2004, 2011, 2012
- EuroHockey Cup Winners Cup: 1999, 2003, 2007
- EuroHockey Club Champions Cup: 2005

Damen:
- Niederländischer Feldhockeymeister: 1937, 1938, 1949, 1971, 1972, 1974, 1975, 1976, 1979, 1980, 1981, 1983, 1984, 1987, 1989, 1991, 1992, 2009, 2013
- EuroHockey Cup Winners Cup: 1998, 1999, 2001, 2005, 2006
- EuroHockey Club Champions Cup: 1975, 1976, 1977, 1978, 1979, 1980, 1981, 1982, 1988, 1989, 1990, 1992, 2014